# 133891 Jaesubhong
133891 Jaesubhong è un asteroide della fascia principale. Scoperto nel 2004, presenta un'orbita caratterizzata da un semiasse maggiore pari a 2,3449871 UA e da un'eccentricità di 0,1626840, inclinata di 6,75905° rispetto all'eclittica.